# Byen uden biler
|  | Denne artikel er oprettet af botten Steenthbot ud fra en ekstern database. Den kan derfor have sproglige fejl eller mangler. Denne skabelon kan fjernes efter kontrol af indholdet. |

Byen uden biler er en dansk dokumentarfilm fra 1973 instrueret af Michael Varming efter eget manuskript.

## Handling
Instruktøren om filmen: Venezia (Venedig) er verdens største fodgængerby, det eneste sted, man kan studere, hvad det vil sige, at en by er bilfri. Der er stille i gaderne, menneskene kan snakke sammen, handle og lege - uden den støj og utryghed, som bilerne giver os andre. Den kollektive transport, servicetrafik og vareforsyning ordnes pr. båd. Filmen følger to af byens skraldemænd rundt til vigtige steder i deres distrikt: Grøntmarkedet, bydelens lokaltorv, forbrændingsanstalten, Venezias hovedbanegård, bilparkeringsøen - og de broer, der fører mere betydningsfulde fodgængerstrøg over større kanaler i kvarteret. Filmen understreger forskellen mellem parkeringsøens bilkaos og roen i den øvrige by.